# العلاقات الشمال مقدونية الكرواتية
العلاقات الشمال مقدونية الكرواتية هي العلاقات الثنائية التي تجمع بين شمال مقدونيا وكرواتيا.

## مقارنة بين البلدين
هذه مقارنة عامة ومرجعية للدولتين:
| وجه المقارنة                                              | شمال مقدونيا                                               | كرواتيا                                                  |
| --------------------------------------------------------- | ---------------------------------------------------------- | -------------------------------------------------------- |
| المساحة (كم2)                                             | 25.71 ألف                                                  | 56.59 ألف                                                |
| عدد السكان (نسمة)                                         | 2.08 مليون                                                 | 4.11 مليون                                               |
| الكثافة السكانية (ن./كم²)                                 | 80.9                                                       | 72.63                                                    |
| العاصمة                                                   | إسكوبية                                                    | زغرب                                                     |
| اللغة الرسمية                                             | اللغة المقدونية، اللغة الألبانية                           | اللغة الكرواتية                                          |
| العملة                                                    | دينار مقدوني                                               | كونا كرواتية                                             |
| الناتج المحلي الإجمالي (بليون دولار)                      | 11.34 مليار                                                | 54.85 مليار                                              |
| الناتج المحلي الإجمالي (تعادل القوة الشرائية) بليون دولار | 29.26 مليار                                                | 94.64 مليار                                              |
| الناتج المحلي الإجمالي الاسمي للفرد دولار أمريكي          | 4.85 ألف                                                   | 11.54 ألف                                                |
| الناتج المحلي الإجمالي للفرد دولار أمريكي                 | 16.25 ألف                                                  | 21.64 ألف                                                |
| مؤشر التنمية البشرية                                      | 0.747                                                      | 0.818                                                    |
| رمز المكالمات الدولي                                      | +389                                                       | +385                                                     |
| رمز الإنترنت                                              | .mk                                                        | .hr                                                      |
| المنطقة الزمنية                                           | توقيت وسط أوروبا، ت ع م+01:00، ت ع م+02:00، أوروبا/سكوبيه ‏ | توقيت وسط أوروبا، ت ع م+01:00، ت ع م+02:00، أوروبا/زغرب ‏ |

## مدن متوأمة
في ما يلي قائمة باتفاقيات التوأمة بين مدن شمال مقدونية وكرواتية:
- ترتبط بيتولا مع رييكا باتفاقية توأمة منذ 23 نوفمبر 2006.
- ترتبط كومانوفو مع فاراجدين باتفاقية توأمة منذ 27 فبراير 2009.
- ترتبط أوخريد مع فينكوفسي باتفاقية توأمة منذ 1998.[16]
- ترتبط بلدية شتيب [الإنجليزية]‏ مع سبليت باتفاقية توأمة.
- ترتبط إسكوبية مع زغرب باتفاقية توأمة منذ 1967.
- ترتبط Veles Municipality [الإنجليزية]‏ مع بولا باتفاقية توأمة.
- ترتبط بريليب مع زادار باتفاقية توأمة.

## منظمات دولية مشتركة
يشترك البلدان في عضوية مجموعة من المنظمات الدولية، منها:
| علم المنظمة | اسم المنظمة                               | تاريخ انضمام شمال مقدونيا | تاريخ انضمام كرواتيا |
| ----------- | ----------------------------------------- | ------------------------- | -------------------- |
|             | مؤسسة التنمية الدولية                     | 25 فبراير 1993            | 25 فبراير 1993       |
|             | يونسكو                                    | 28 يونيو 1993             | 1 يونيو 1992         |
|             | وكالة ضمان الاستثمار متعدد الأطراف        | 19 مارس 1993              | 19 مارس 1993         |
|             | مجلس أوروبا                               | ?                         | ?                    |
|             | الأمم المتحدة                             | 8 أبريل 1993              | 22 مايو 1992         |
|             | الاتحاد البريدي العالمي                   | ?                         | ?                    |
|             | البنك الدولي للإنشاء والتعمير             | 25 فبراير 1993            | 25 فبراير 1993       |
|             | الاتحاد الدولي للاتصالات                  | 4 مايو 1993               | 3 يونيو 1992         |
|             | منظمة حظر الأسلحة الكيميائية              | ?                         | ?                    |
|             | مؤسسة التمويل الدولية                     | 25 فبراير 1993            | 25 فبراير 1993       |
|             | المنظمة الأوروبية لسلامة الملاحة الجوية   | 1998                      | 1997                 |
|             | المركز الدولي لتسوية المنازعات الاستشارية | 26 نوفمبر 1998            | 22 أكتوبر 1998       |
|             | منظمة التجارة العالمية                    | ?                         | ?                    |
|             | منظمة الشرطة الجنائية الدولية             | ?                         | ?                    |
|             | منظمة الأمن والتعاون في أوروبا            | 12 أكتوبر 1995            | 24 مارس 1992         |

## وصلات خارجية
- موقع وزارة الخارجية الكرواتية